# Роберт IV де Сабле
Роберт IV, сеньор де Сабле́ (фр. Robert de Sablé, ? — 28 сентября 1193) — великий магистр ордена тамплиеров с 1191 года до 28 сентября 1193 года. Умелый полководец и политический деятель.

## Биография
После смерти Жерара де Ридфора орден Храма был настолько ослаблен, что место магистра оставалось свободным в течение одного года и шести месяцев. С прибытием участников нового крестового похода рыцари избрали магистром Робера де Сабле, рыцаря ордена, который командовал английскими кораблями в походе. Карьеру в ордене ему заменяла его отвага и военная слава. Самые гордые из знати и самые храбрые из европейских рыцарей, прибыв в Палестину, изъявили горячее желание сражаться под знамёнами ордена тамплиеров. Великий магистр дозволил многим светским рыцарям встать в ряды воинов-монахов и даже носить красный крест на груди во время сражения. Он принёс обет тамплиера во время своего пребывания под стенами Акры, возможно до пострига он уже был орденским собратом.
Роберт де Сабле впервые упоминается как адмирал английского флота на юге Италии, в Мессине, куда из Везеле, первого места сбора, прибыли английские крестоносцы, распрощавшись с французскими. Сеньор Сабле и герцог Бургундии были посредниками в конфликте между Ричардом I и Танкредом Сицилийским по поводу приданого вдовствующей королевы, сестры государя Англии. Английский и французский короли, Ричард I и Филипп II Август, глубокая вражда которых уже обострилась, провели зиму на Сицилии. В конце марта 1191 года Филипп II взял курс на Акру, к которой подошёл после трёх недель морского пути 20 апреля. Флот Ричарда, отплывшего из гавани Мессины 10 апреля, задержался в пути, чтобы захватить остров Кипр, проданный затем ордену Храма. Деньги, полученные от Дома, позволили Ричарду сделать жест горделивой щедрости по прибытии в Святую Землю (7 июня 1191 г.).
После одного из самых яростных штурмов города, гарнизон Акры объявил о капитуляции и Салах ад-Дин был вынужден начать переговоры о сдаче города: он обещал выплатить 200 тысяч динаров, освободить 2500 пленников и вернуть христианам захваченный при Хаттине Святой Крест. Акра пала 12 июля 1191 года. Сдача осуществилась в шатре магистра ордена Храма в присутствии обоих королей и всех вождей крестового похода. Акра была передана во владение Ги де Лузиньяну.
27 и 28 июля в Акре состоялось собрание королевства, на котором рассматривался конфликт между королём Ги де Лузиньяном и Конрадом Монферратским. Сошлись на компромиссе: Ги признавался пожизненным королём; Конрад становился его наследником и принимал во фьеф Тир, Сидон и Бейрут. Яффа, которой владел Ги перед своим восшествием на престол, после его смерти переходила к самому близкому родственнику короля, его брату Жоффруа. Чтобы избежать любых последующих претензий, постановили: если Конрад и Изабелла умрут без наследника, королевство отойдёт к Ричарду I Плантагенету. Сразу после собрания Филипп II Август покинул Акру, оставил в Сирии Гуго III, герцога Бургундии, который командовал сильной французской армией (650 рыцарей, 1300 оруженосцев).
Скрытые раздоры, которые вспыхивали по любому поводу между французским и английским королями, ставили тамплиеров в затруднительное положение. Орден располагал огромным состоянием в обеих странах, да и новый магистр был личным другом короля. Так что, когда оба короля сталкивались в Палестине, Роберу де Сабле приходилось проявлять недюжинное чувство такта. Робер де Сабле руководил тамплиерами на протяжении всей кампании, под его руководством их действия были безукоризненны. Он также смог скоординировать совместные действия с орденом госпитальеров. Робер де Сабле участвовал во всех битвах, в том числе в битве при Арсуфе и в Снятие осады с Яффы, где он со своими тамплиерами очень храбро сражался. Робер де Сабле погиб 28 сентября 1193 года.